# Owen (Automarke)
Owen war eine britische Automobilmarke, die 1899–1932 von der Automobile Transport Co. Ltd. in London vertrieben wurde. Später benannte sich die Gesellschaft in Orleans Car Co. Ltd. um.
Es gab in dieser Zeit zwar Wagen dieses Namens, aber irgendwelche Daten sind nicht zu bekommen. Die gleiche Firma offerierte auch Wagen unter dem Markennamen Twentieth Century, Gearless, Londonia und Orleans (nicht zu verwechseln mit den Produkten der Orleans Motor Co. Ltd.).
Es gab keine Verbindung zur gleichnamigen Automobilmarke der SAC Designs Ltd.: Owen (SAC).